# Martialia
Genre
Martialia est un genre de mollusques céphalopodes de la famille des Ommastrephidae.

## Liste des espèces
- Martialia hyadesii Rochebrune et Mabille, 1889 - encornet étoile